# Rogatica
Rogatica (kyrilliska: Рогатица) är en ort i kommunen Rogatica i Serbiska republiken i östra Bosnien och Hercegovina. Orten ligger cirka 46,5 kilometer öster om Sarajevo, halvvägs mellan Goražde och Sokolac. Rogatica hade 6 522 invånare vid folkräkningen år 2013.
Av invånarna i Rogatica är 97,98 % serber, 1,26 % bosniaker och 0,20 % kroater (2013). Majoritetsbefolkningen utgjordes av bosniaker före Bosnienkriget på 1990-talet.